# Jeanne Bot
Jeanne Bot (* 14. Januar 1905 in Mont-Louis, Pyrénées-Orientales; † 22. Mai 2021 in Perpignan) war eine französische Supercentenarian und die drittälteste Französin überhaupt, deren Alter verifiziert werden konnte.

## Leben
Jeanne Bot wurde 1905 in der Militärkaserne von Mont-Louis geboren, in der ihr Vater Louis Unteroffizier war. Sie hatte drei Schwestern und einen Bruder. Sie arbeitete 50 Jahre lang als Buchhalterin in einer Autowerkstatt auf dem Boulevard Poincaré in Perpignan. Sie blieb ledig und kinderlos.
Mehr als 40 Jahre wohnte sie allein in ihrer Wohnung im Stadtteil Moulin à vent (La Lunette) von Perpignan, wurde allerdings von einer Haushaltshilfe unterstützt. Noch 2017, mit 112 Jahren, konnte sie mit einer Gehhilfe gehen und hatte keine ernsten gesundheitlichen Probleme. Die meiste Zeit verbrachte sie mit Fernsehen. 2019 ging es ihr schlechter, und sie wurde von einem Dienstmädchen sowie jeden Morgen und Abend von einer Krankenschwester betreut, auch ihr Neffe Robert Raynaud und ihre Großnichte Françoise kümmerten sich um sie. Jeanne Bot starb am 22. Mai 2021 im Alter von 116 Jahren in Perpignan.

## Altersrekorde
Bot stand bei ihrem Tod auf Platz 16 der ältesten verifizierten Menschen. Zuvor war sie der viertälteste lebende Mensch hinter Tanaka Kane, Lucile Randon und Francisca Celsa dos Santos gewesen. Ab dem 6. Juli 2018 gehörte sie zu den zehn ältesten lebenden Personen, am 25. Februar 2020 übertraf sie Marie Brémont und war seitdem hinter Jeanne Calment und Lucile Randon die drittälteste Französin überhaupt. Zu den zehn ältesten Europäern gehörte sie ab dem 7. Mai 2020, und seit dem 18. Juni 2019 war sie die zweitälteste lebende Europäerin, wiederum hinter Randon. Am 14. Januar 2021 wurde sie zur 23. Person, die erwiesenermaßen das 116. Lebensjahr vollendet hatte.